# 尤诺盖蛛
尤诺盖蛛（学名：Neriene yunohamensis）为皿蛛科盖蛛属的动物。分布于朝鲜、日本以及中国大陆的浙江等地。该物种的模式产地在日本。